# Prem Gopal Sethi
Majoor Prem Gopal Sethi (26 november 1930 – 21 juni 1981) was jarenlang de beste golfamateur van India. Hij werd Billoo genoemd.

## Loopbaan
Eigenlijk was cricket de sport waarin Billoo Sethi verder wilde gaan, maar toen hij op 25-jarige leeftijd  gepasseerd werd voor het nationale team, besloot hij met golf te beginnen. Hij haalde handicap +3, hetgeen in India nog steeds een record is.
Billoo Sethi was vijfvoudig winnaar van het All India Amateur Championship. In 1965 won hij als eerste en nog steeds enige amateur het Indian Open. Gary Wolstenholme was toen de beste professional. Pas in 1991 werd het weer door een Indiër gewonnen.

## Overwinningen
- 1959: All India Amateur Championship
- 1961: All India Amateur Championship
- 1962: All India Amateur Championship
- 1965: Indian Open
- 1970: All India Amateur Championship
- 1972: All India Amateur Championship